# TEAM SPOT JUMBLE
「TEAM SPOT JUMBLE」（チーム スポット ジャンブル）は沖縄に本拠地を置く劇団。通称「TSJ」（ティー・エス・ジェー）。

## 概要
アクションを盛り込み、『演劇・エンターテインメントの創作と発展』を目指す、津波信一主宰の劇団。
三宅裕司率いる劇団スーパー・エキセントリック・シアターが、2004年〜2005年、沖縄マルチパフォーマーオーディションを開催。合格メンバーで2006年に演劇集団を旗揚げ。『様々な光・注目（スポットライト）が、ごたまぜ（ジャンブル）になり、輝きを増す』という意を込め、造語である“TEAM SPOT JUMBLE”の名がついた。ダンス・アクロバット等もこなす沖縄の演劇パフォーマンス集団。

## メンバー
- 津波信一（つは しんいち） ※主宰者
- 島袋寛之 （しまぶくろ ひろゆき）
- 末吉功治（すえよし こうじ）
- 小渡俊彰（おど としあき）
- 与那嶺圭一(よなみね けいいち)
- 比嘉恭平（ひが きょうへい）
- 村山靖（むらやま やすし）
- ナツコ
- 宝眞榮日也美（たまえ ひなみ）
- 蔵元利貴（くらもと かずき）

## TSJ出身者
- 仲井真徹（なかいま てつ）　劇団スーパー・エキセントリック・シアター　2008年入団
- 新城愛理（しんじょう あいり）
- What's UP!AKEMI（わっつあっぷあけみ）
- 浦崎明香理（うらさき あかり）
- 上條恵奈美（かみじょう えなみ）
- 比嘉ニッコ（ひが にっこ）

## 出演

### テレビ
沖縄テレビ放送
- 「なんじゅね?」
- 「池田免税店」
- 「ハルサーエイカー」
- 「ハルサーエイカー2」
- 「安全+第一 大知マン」
- 「わったーまちやぐゎー」

琉球放送
- 「琉神マブヤー外伝 SO!ウチナー」
- 「マブヤー＆ガナシーと踊ろう」
- 「琉神マブヤー2」
- 「琉神マブヤー3」
- 「闘牛戦士ワイドー」
- 「闘牛戦士ワイドー2」

NHK
- 「音楽の遺伝子〜宮沢和史〜」

フジテレビジョン
- 「奇跡体験!アンビリバボー」
- 「今週、妻が浮気します」

### ラジオ
- 「ジャンブルスポット」（FMニライ　2010終了）
- 「TSJの今夜もゲネプロ〜緞帳上がります!〜」（エフエム沖縄）

### コマーシャル
テレビ
- 「参議院議員通常選挙」（沖縄地区）
- 「ろうきん」（沖縄地区）
- 「忠孝酒造」（沖縄地区）
- 「光建設ゆとりっち」（沖縄地区）
- 「ユニオン」（沖縄地区）
- 「日総工産」（沖縄地区）
- 「琉球日産」（沖縄地区）
- 「大知建設」（沖縄地区）
- 「メガネ1番」（沖縄地区）
- 「日本エイム」(西日本）
- 「引越しのサカイ」（全国）

ラジオ
- 「マクドナルド」（沖縄地区）

### 映画
- 「涙そうそう」
- 「パッチギ！Love&Peace」
- 「サウスバウンド」
- 「僕と彼女の×××」
- 「風之舞〜風の復活〜」
- 「Presents〜うに煎餅〜」
- 「探偵事務所5」
- 「南の島のフリムン」
- 「小さな恋のうた」

### 舞台
- 劇団SET　第43回本公演 「ニライカナイ錬金王伝説」
- TEAM SPOT JUMBLE　本公演　旗揚げ準備公演「二人芝居」
- 旗揚げ公演「Together」
- 第二回本公演「RUN」
- キジムナーフェスタ 2007国際児童・青少年演劇フェスティバルおきなわ「未来の原始人？！」参加
- TEAM SPOT JUMBLE番外公演「OVER」
- キジムナーフェスタ 2008国際児童・青少年演劇フェスティバルおきなわ

演出：佐藤信「舟もなく」　日濠合同作品「ある真夜中に…」　
演出：加藤直「美女と野獣」参加
- 第三回本公演「TOPS」
- アミューズ主催「東京劇団フェス’08」招聘
- アンコール公演「TOPS」
- 第四回本公演「蓬莱丸」
- 第五回本公演「SELECT!」
- 第六回本公演「BREAK」
- 第七回本公演「夭桃丸」